# 常诚
常诚（1918年10月—2010年10月22日），男，山东阳信人，中国统计学家，曾任国家统计局副局长、党组成员，第六、七届全国政协委员。